# ژلس
ژلس (انگلیسی: Jelcz) شرکت خودروسازی لهستانی است، که در سال ۱۹۵۲ تأسیس شد.